# Guitarissimo
《guitarissimo》是日本女歌手miwa的第1張專輯，於2011年4月6日由Sony Music Records發行。「guitarissimo」由「guitar」（結他）和「issimo」組成，其中「issimo」在意大利文中有「非常」之意。

## 發行
《guitarissimo》原定在2011年3月30日於日本國內發行，但由於同年3月11日發生東日本大震災，發行日期延後至同年4月6日。
該專輯分為普通版和首批發行限量版（初回生産限定盤），共有兩個版本，收錄曲目相同，但封面照片不同。首批發行限量版附送DVD，收錄了2010年12月8日miwa於LIQUIDROOM ebisu演唱五首歌曲的演唱會錄像。另外，首批發行限量版亦附送2011年「miwa live tour 2011 "guitarissimo"」巡迴演唱會的門票優先預約單張。
2011年7月15日，該專輯以《吉他女聲》的名字在台灣經台灣索尼音樂娛樂發行。

## 歌曲
專輯收錄了14首歌曲，其中包括miwa自出道以來發行的五張單曲（《don't cry anymore》至《春天來臨時》）。以下是其他歌曲：
- 不可思議！！：明快的歌曲，歌詞描述主角因為戀人未能注意自己換了髮型、忘記了兩人的紀念日等漠不關心的態度而發怒，但「因為你那笑臉，便會不禁原諒你」。[9][註 1]
- friend ～只要你微笑～：以鋼琴為主的中板歌曲，歌詞描述主角沒有對喜歡的人告白，其中加入了「校服的口袋」（制服のポッケ）、「你的橡皮擦」（君の消しゴム）、「忘了帶教科書的那天」（教科書を忘れたあの日）等象徵學生生活的字眼。[9]
- hys-：歌名讀作「Hisu」（ヒス），意即「歇斯底里」（ヒステリック）。[9]
- Dear days：歌詞以「車站的CD店已經不見了」一句開首，描述回憶裏的一個城市慢慢變遷，以及過往跟戀人在那個城市過的生活。[9]
- 醒不來的夢：歌中主角在喜歡的人不在身邊的夜晚，痛苦得想造醒不來的夢。[9]
- 目黑川（string version）：出道單曲《don't cry anymore》B面曲的弦樂版本，以目黑川為背景。[9]
- 初夏：歌詞描述遠距離戀愛的一對戀人即將迎來夏天，其中包含「太陽」、「海風」等字眼。[9]
- 我們的未來：以男生角度寫成的歌曲，歌詞描述主角須轉到一間「遙遠的學校」（遠くの学校）上學，以及他離開前跟喜歡的人相處的時光。[9]
- 堅強：歌詞描述主角為了邁向新的地方，所以想變得堅強；包含「平日的巴士站」（いつものバス停）、「電話和短訊」（電話やメール）等跟主角相符的事物。[9]這首歌是miwa在高中時寫的歌曲。[10]

## 排行榜成績
專輯於2011年4月18日登上Oricon公信榜專輯週榜第1名，這是miwa首次在該排行榜（包括單曲週榜）取得首名。這亦是該排行榜首次有出生於平成時代的個人歌手取得專輯週榜第1名。此外，當時上一個在該排行榜取得首名的創作歌手專輯是森山直太朗的《音樂辛激動》（新たなる香辛料を求めて，2004年6月發行），女性創作歌手的則是鬼束千尋的《Insomnia》（2001年3月發行）。

## 收錄曲目
| 曲序     | 曲目                         | 編曲              | 时长    |
| -------- | ---------------------------- | ----------------- | ------- |
| 1.       | 不可思議！！（）             | Naoki-T           | 4:21    |
| 2.       | don't cry anymore            | Quatre-M、Naoki-T | 4:40    |
| 3.       | friend ～只要你微笑～（）    | Naoki-T           | 5:43    |
| 4.       | 春天來臨時（）               | L.O.E             | 4:53    |
| 5.       | hys-                         | 松浦晃久          | 3:30    |
| 6.       | 遺失的（）                   | 松浦晃久          | 5:28    |
| 7.       | Dear days                    | 松浦晃久          | 5:34    |
| 8.       | 醒不來的夢（）               | Quatre-M          | 3:26    |
| 9.       | chAngE                       | Naoki-T           | 4:09    |
| 10.      | 目黑川（string version）（） | 片岡大志          | 5:48    |
| 11.      | 初夏（）                     | 松浦晃久          | 4:16    |
| 12.      | Little Girl（）              | 片岡大志          | 4:20    |
| 13.      | 我們的未來（）               | L.O.E             | 5:16    |
| 14.      | 堅強（）                     | Quatre-M          | 4:29    |
| 总时长： | 总时长：                     | 总时长：          | 1:05:50 |

## 註腳
1. ↑  歌詞原文：
2. ↑  miwa當時於Oricon公信榜單曲週榜取得的最高名次為其第3張單曲《chAngE》的第8名。[1]

## 外部連結
- Sony Music（页面存档备份，存于）（日語）
- 台灣索尼音樂